# خرمالوی استرالیایی
خرمالوی استرالیایی (نام علمی: Diospyros australis) نام یک گونه از سرده خرمالو است.